# 콩팥 (음식)

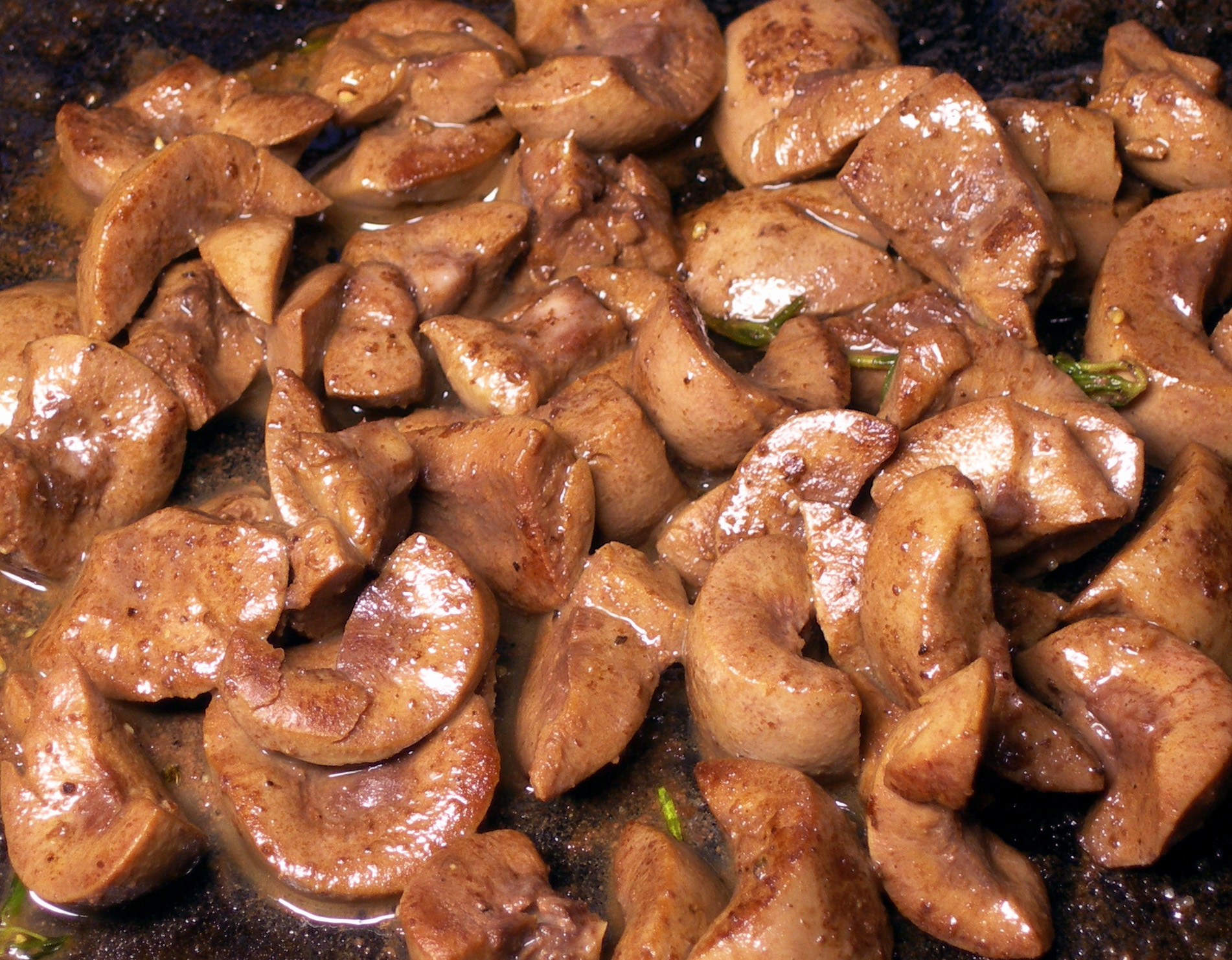
로스팅 처리된 양 콩팥

동물의 콩팥은 흔히 먹는 내장이다. 콩팥은 직화로 굽거나, 볶거나, 로스팅하거나, 졸여 요리할 수 있다. 고기 캐서롤, 스튜 또는 파이 요리에도 사용할 수 있다. 일반적으로 쇠고기, 송아지고기, 양고기, 돼지고기 콩팥이 요리에 사용된다. 닭 콩팥도 요리에 사용되지만, 가금류 콩팥은 매우 작아서 따로 모아 요리에 사용하지 않는다. 요리사들은 송아지 콩팥을 선호한다. 작은 동물의 콩팥은 굽거나 튀기고, 큰 동물의 콩팥은 보통 조림으로 만든다.
콩팥은 냉장고에 하루 이상 보관하지 않도록 되어 있지만, 냉동할 수도 있다. 해동된 콩팥은 가능한 한 빨리 사용해야 한다. 굽거나 튀기는 동안 콩팥은 쉽게 마르기 때문에 너무 익을 수 있다. 감자, 양파, 토마토, 샬롯, 버섯 또는 다른 고기를 사용하는 등 다양한 콩팥 요리법이 있다.
콩팥은 단백질, 비타민 A, 리보플라빈(비타민 B2), 니아신(비타민 B3), 비타민 B12, 철분, 인, 아연의 좋은 공급원이다. 콩팥은 간과 함께 다른 내장이나 육류에 비해 리보플라빈을 가장 많이 함유하고 있다. 양고기와 소의 콩팥에는 엽산(비타민 B9)이 함유되어 있다. 또한 콩팥에는 소량의 비타민 C가 함유되어 있다. 저지방 식품이지만 콜레스테롤 함량이 높다.

## 같이 보기
- 스테이크 앤드 키드니 파이